# Франко Мазурек
Франко Едуардо Мазурек е аржентински професионален футболист който играе като полузащитник в Първа професионална футболна лига (efbet Лига) за Левски София.

## Биография
Роден е на 24 септември 1993 година в Пуерто Рико, Аржентина

## Кариера
На 6 юли 2017 г. ФК Панетоликос официално обяви подписването на Франко Едуардо Мазурек, който преди беше член на Палестино, до лятото на 2019 г. Аржентински атакуващ полузащитник също е бил член на Бока Хуниорс в началото на кариерата си, докато е близък приятел на защитния полузащитник на ФК Панетоликос Федерико Браво.На 23 септември 2017 г. той отбеляза първия си гол за клуба при домакинска победа с 2: 0 срещу ФК Панетоликос. На 26 години предизвиква интерес на ФК Панетоликос като записа 7 гола и 4 асистенции в 27 мача. На 20 юни 2019 г. 
Мазурек подписа 2-годишен договор с Левски София, което го прави първият аржентинец, който някога е играл за клуба.